# كريس روجرز (أستاذ جامعي)
كريس روجرز (بالإنجليزية: Chris Rogers)‏ هو رياضياتي نيوزيلندي، ولد في 29 أبريل 1954 في لور هوت في نيوزيلندا.